# Чендек
Чендек (рос. Чендек) — село Усть-Коксинського району, Республіка Алтай Росії. Входить до складу Чендецького сільського поселення.
Населення — 893 особи (2015 рік).